# Liste des guerres de la Slovaquie
Cette liste regroupe les guerres et conflits ayant vu la participation de la Slovaquie. Voici une légende facilitant la lecture de l'issue des guerres ci-dessous :
- Victoire slovaque
- Défaite slovaque
- Autre résultat (par exemple un traité ou une paix sans un résultat clair, un statu quo ante bellum, un résultat inconnu ou indécis)
- Conflit en cours

## République slovaque
| Début              | Fin               | Nom du conflit                  | Belligérants                                                                                        | Belligérants       | Lieu                                         | Issue               |
| Début              | Fin               | Nom du conflit                  | Alliés (y compris la Slovaquie)                                                                     | Ennemis            | Lieu                                         | Issue               |
| ------------------ | ----------------- | ------------------------------- | --------------------------------------------------------------------------------------------------- | ------------------ | -------------------------------------------- | ------------------- |
| 23 mars 1939       | 4 avril 1939      | Guerre slovaquo-hongroise       | République slovaque Reich allemand                                                                  | Royaume de Hongrie | Slovaquie orientale, Ruthénie subcarpathique | Victoire hongroise  |
| 1er septembre 1939 | 16 septembre 1939 | Invasion slovaque de la Pologne | République slovaque Reich allemand Union soviétique                                                 | Pologne            | Pologne                                      | Victoire de l'Axe   |
| 22 juin 1941       | 5 décembre 1941   | Opération Barbarossa            | Reich allemand Royaume de Roumanie Royaume de Hongrie Royaume d'Italie République slovaque Finlande | Union soviétique   | Europe de l'Est                              | Victoire soviétique |
| 29 août 1944       | 28 octobre 1944   | Soulèvement national slovaque   | République slovaque Reich allemand                                                                  | Tchécoslovaquie    | Slovaquie                                    | Victoire de l'Axe   |

## Slovaquie(actuelle)
| Début          | Fin | Nom du conflit       | Belligérants | Belligérants | Lieu        | Issue    |
| Début          | Fin | Nom du conflit       | Alliés (y compris la Slovaquie) | Ennemis | Lieu        | Issue    |
| -------------- | --- | -------------------- | --- | --- | ----------- | -------- |
| 7 octobre 2001 | -   | Guerre d’Afghanistan | FIAS : Albanie Allemagne Slovaquie Australie Azerbaïdjan Belgique Canada Croatie Danemark Espagne États-Unis France Italie Lituanie Norvège Nouvelle-Zélande Pakistan Pologne Portugal République tchèque Roumanie Royaume-Uni Suède Turquie Arménie | Taliban Réseau Haqqani Al-Qaïda Mouvement islamique d'Ouzbékistan Hezb-e-Islami Gulbuddin Lashkar-e-Toiba Jaish-e-Mohammed Hizbul Mujahideen (en) Tehrik-e-Taliban Pakistan | Afghanistan | en cours |